# 威斯康星鎮區 (明尼蘇達州傑克遜縣)
威斯康星鎮區（英語：Wisconsin Township）是位於美國明尼蘇達州傑克遜縣的一個行政鎮區。

## 歷史
威斯康星鎮區於1869年設立，得名自當地大部份定居者的故鄉威斯康星州。

## 地方資料
威斯康星鎮區的面積為91.87平方千米，皆為陸地。根據2020年美國人口普查的數據，當地共有人口213人，而人口密度為每平方千米2.32人。